# Metro AG
 For alternative betydninger, se Metro.
Metro AG, også kendt som Metro Group, er en forskelligartet detail- og grossistvirksomhed (Cash and carry) med hovedsæde i Düsseldorf, Tyskland. På det tyske hjemmemarked har virksomheden den største markedsandel, desuden er virksomheden en af verdens mest globaliserede inden for detail- og engroshandel. På verdensplan er koncernen målt på omsætning verdens fjerde største detailhandelsvirksomhed (efter Wal-Mart, Carrefour og Tesco). Koncernen er etableret i 1964 af Otto Beisheim.
I september måned 2014 oplyste virksomheden, at de lukker deres fem varehuse i Danmark, da man ikke kunne køre en rentabel forretning i landet. 700 personer var ansat i den danske afdeling af selskabet.

## Salgsdivisioner
Virksomheden består af følgende salgsdivisioner:
- Metro Cash & Carry (Engrosvarehuse). Denne division stod i 2004 for ca. halvdelen af koncernens omsætning. Det er desuden den klart mest internationaliserede division med varehuse i næsten alle lande, hvor Metro AG er tilstede.
- Real: Et lavprisvarehus med 343 varehuse i Tyskland og 108 varehuse i øvrige lande (2005)
- Galeria Kaufhof: Er en stormagasin-kæde med afdelinger i Tyskland og i Belgien under navnet ("Inno").

Fra 2007 har Metro AG overtaget det tidligere Wal-Mart Tysklands varehuse og de er nu en del af Real-kæden.

Tidligere salgsdivisoner:
I 2018 valgte Metro AG at splitte sig op i to forskellige afdelinger: Fødevare- og dagligvare detail under Metro AG, og elektronikdetail under Ceconomy AG. Herefter blev Saturn og Media Markt en del af Ceconomy i stedet for Metro.

## Internationale aktiviteter
Pr. 1. januar 2007, havde Metro AG varehuse i følgende lande:

### Europa
- Belgien
- Bulgarien
- Kroatien
- Tjekkiet
- Danmark
- Frankrig
- Tyskland
- Grækenland
- Ungarn
- Italien
- Luxembourg
- Moldova
- Holland
- Polen
- Portugal
- Rumænien
- Rusland
- Serbien
- Slovakiet
- Spanien
- Sverige
- Schweiz
- Ukraine
- Storbritannien
- Østrig

### Asien
- Aserbajdsjan
- Kina
- Indien
- Japan
- Kasakhstan
- Pakistan
- Thailand
- Tyrkiet
- Vietnam

### Afrika
- Angola
- Egypten
- Marokko

Canadiske Metro Inc. er ikke en del af Metro AG.